# Rezerwat przyrody Kyjovský prales

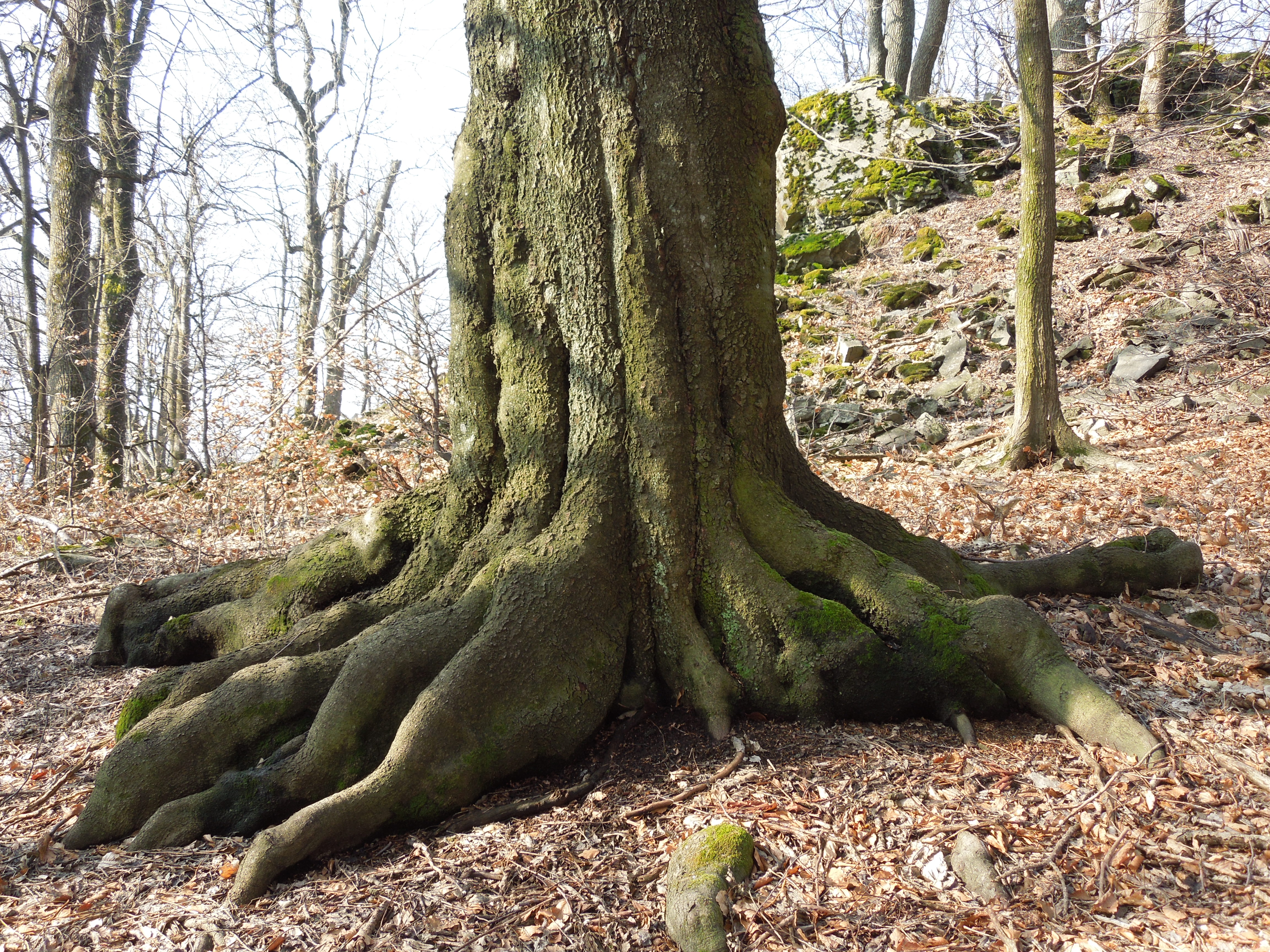
Pień starego drzewa w rezerwacie Kyjovský prales

Rezerwat przyrody Kyjovský prales (słow. Národná prírodná rezervácia Kyjovský prales, pierwotnie: Vihorlatský prales) – rezerwat przyrody w grupie górskiej Wyhorlat we wschodniej Słowacji. Rezerwat obejmuje znaczny fragment lasu o charakterze pierwotnym, niezmienionym gospodarką człowieka, rosnący na stokach o zróżnicowanym nachyleniu. Przeważają w nim jednogatunkowe buczyny, występują również różne facje jaworzyn ze znacznym udziałem buka i jesionu oraz osypiskowe lasy jaworowe na różnych etapach rozwoju i w różnych klasach wiekowych. Zwraca uwagę znaczny udział osobników 200-letnich i starszych. W runie leśnym i w podszycie szereg gatunków flory wschodniokarpackiej. Na terenie rezerwatu obowiązuje 5. (w pięciostopniowej skali) stopień ochrony.

## Położenie
Rezerwat obejmuje szczytową kopułę góry Kyjov (821 m n.p.m.) aż po poziomicę ok. 610 m n.p.m. na północy i ok. 520 m n.p.m. na południu. Leży w granicach katastralnych wsi Valaškovce-Sever w powiecie Humenné w kraju preszowskim, obejmując część źródlisk potoku Kamenica. Cały teren rezerwatu znajduje się w granicach poligonu wojskowego Valaškovce (słow. Vojenský obvod Valaškovce).

## Charakterystyka
Podłoże tworzą andezytowe skały dawnego stratowulkanu. W części północnej miernie nachylone zbocze porasta stary las bukowy z niewielką domieszką jodły o mocno zróżnicowanej strukturze wysokościowej i grubościowej. Dominuje kwaśna facja buczyny uboga florystycznie, z ubogim runem i dominującym w podszycie podrostem buka.
Szczytowe partie Kyjova są kamieniste, licznie występują tu grupy skał wystających z podłoża i niewielkie wychodnie skalne. Obok buków rosną tu potężne, stare okazy jesionów; najgrubszy ze zmierzonych osobników miał 380 cm obwodu w pierśnicy. Towarzyszą im jako domieszka jawor, brzost i klon zwyczajny. Bardzo bogate i urozmaicone jest piętro podszytu, w którym oprócz podrostu wyżej wymienionych drzew rosną leszczyna, dziki agrest, dereń świdwa i kilka gatunków z rodzaju róża. Ściany wychodni porastają zbiorowiska roślinności naskalnej.
Południowe stoki Kyjova są wyraźnie stromsze niż północne i są przeważnie kamieniste, miejscami pokryte kamiennymi usypiskami, a nawet niewielkimi piargami. Rosną na nich buczyny ze znacznym udziałem jesionu, jawora i brzostu, które w miejscach najbardziej kamienistych niemal zupełnie wypierają buk. U najgrubszego rosnącego tu jawora stwierdzono obwód w pierśnicy równy 390 cm. Występujący w podszycie podrost jesionu i jawora jest intensywnie zgryzany przez zwierzynę płową. W runie licznie występuje lulecznica kraińska, podlegająca ochronie gatunkowej. Ten fragment rezerwatu wydaje się być najbardziej dziewiczym: ślady ludzkiej działalności w postaci starych odziomków ściętych drzew spotyka się nielicznie i tylko na skrajach obszaru chronionego.
Na terenie rezerwatu pojawiają się regularnie wszystkie największe drapieżniki Karpat: niedźwiedź brunatny, wilk i ryś. Z ptaków godnych wspomnienia jest kilka gatunków dzięciołów i sów, m.in. puszczyk uralski. Na całym terenie rezerwatu znajduje się znaczna ilość stojącego i leżącego martwego drewna we wszystkich stadiach rozkładu, będącego siedliskiem wielu gatunków bezkręgowców, m.in. nadobnicy alpejskiej.

## Historia
Rezerwat został powołany w 1974 r. jako Vihorlatský prales - Kyjov na powierzchni 53,4 ha. Dzięki inicjatywie stowarzyszenia "Lesoochranárske zoskupenie Vlk" nowelizowany rozporządzeniem Ministerstwa Środowiska Naturalnego Republiki Słowackiej nr 1/2007 z dnia 15 lutego 2007 (z datą obowiązywania od 1 marca 2007 r.), na powierzchni 397,42 ha.
W 2007 r. Kyjovský prales został wpisany wraz z obszarami pierwotnych lasów, chronionymi w Parku Narodowym „Połoniny” na listę światowego dziedzictwa UNESCO.

## Cel ochrony
Celem funkcjonowania rezerwatu jest ochrona cennych, ponadstuletnich drzewostanów, głównie bukowych, bukowo-jaworowych i jaworowo-jesionowych o charakterze pierwotnym oraz roślinności naskalnej na podłożu krzemianowym, znajdujących się w zachodniej części Wyhorlatu.